# Test de séparation d'huile
Le test de séparation d'huile est un essai qui permet de mesurer la quantité d'huile qui se sépare d'une graisse lubrifiante dans des conditions spécifiques. Il est utile pour prédire la tenue au stockage des graisses dans les récipients de conditionnement.
Le test de séparation d'huile est utilisé en combinaison avec d'autres tests pour déterminer la pertinence du choix d'une graisse pour une application spécifique et pour le contrôle de la qualité. 

## Contexte
Les graisses lubrifiantes ressuent l'huile lorsqu'elles sont stockées pendant de longues durées ou lorsqu'elles sont utilisées dans des roulements en fonction de la température. Le degré de séparation d'huile dépend de l'épaississant, de l'huile de base et de la méthode de fabrication.

## Essais
Le test de séparation d’huile peut être réalisé selon plusieurs normes telles que NF T60-191, ISO/DIS 22285, ASTM D6184 et ASTM D1742. 
Un tamis conique est rempli d'une certaine quantité de graisse. L'ensemble est mis dans un four à une certaine température pendant un certain temps. Quantité, température et temps varient selon les normes. Quelques normes demandent même l’ajout d’un poids au-dessus de la graisse pour y exercer une légère pression. À la fin de la durée de stockage, la quantité d'huile s'étant écoulée à travers le tamis est pesée. Le résultat est donné sous forme de pourcentage de perte de masse. 